# 利茲市民廳

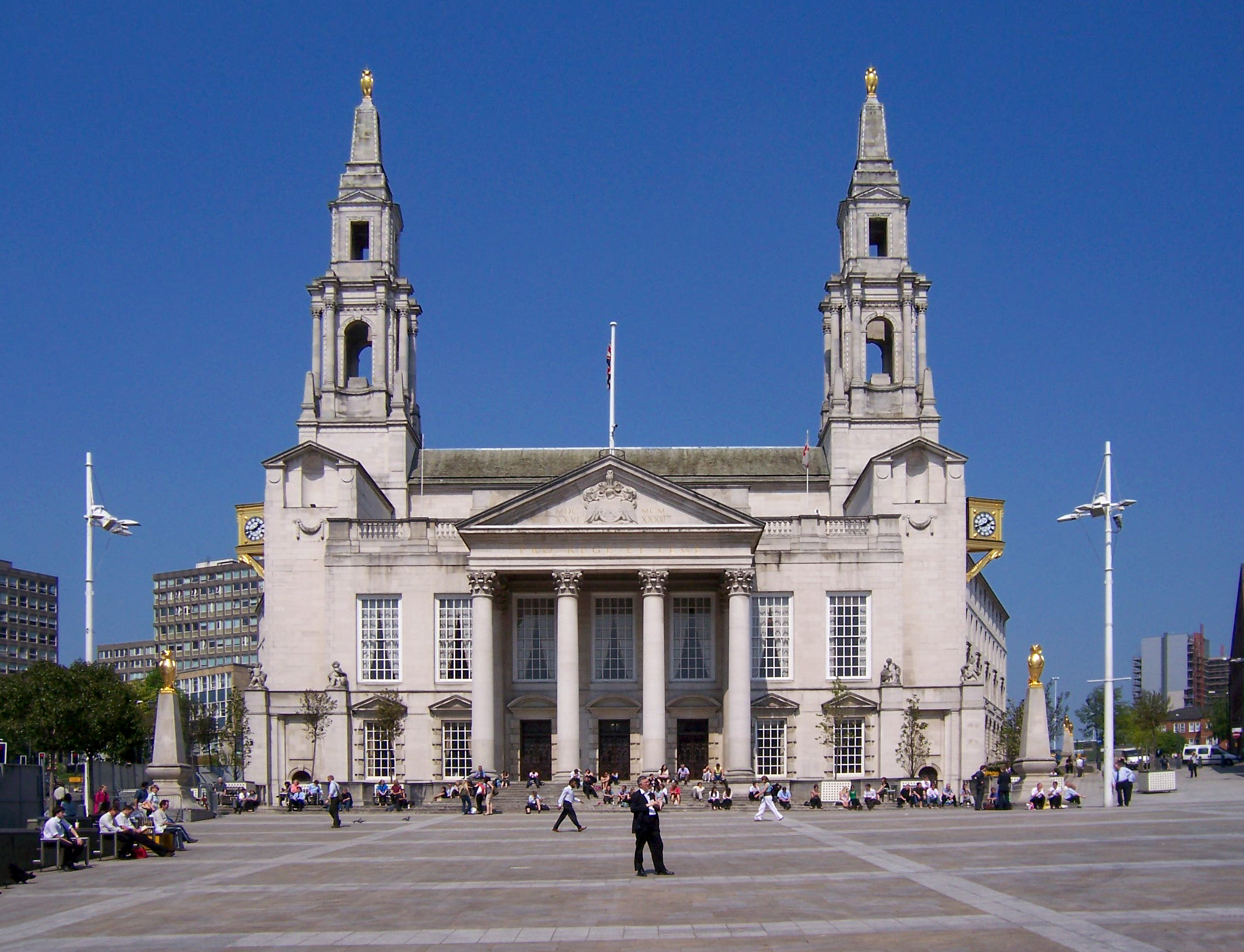
利茲市民廳

利茲市民廳（Leeds Civic Hall）是英國英格蘭西約克郡城市利茲的一座市政建築，也是利茲市議會的辦公地點，位於千禧广场。利茲市民廳的設計方案定於1926年，開工於1931年，並在1933年8月23日由英國國王喬治五世啟用。建築修建耗資36萬英鎊。由於當時處於大蕭條時期，因此為了修建這座建築而僱傭了眾多工人以緩解失業問題。利茲市民廳是一座II*級登錄建築。

## 外部連結
- Virtual Tour inside Leeds Civic Hall

53°48′06″N 1°32′55″W / 53.8018°N 1.5486°W